# Volka (vattendrag i Belarus, lat 53,87, long 26,21)
Volka (vitryska: Волка) är ett vattendrag i Belarus. Det ligger i den nordvästra delen av landet, 90 km väster om huvudstaden Minsk.
I omgivningarna runt Volka växer i huvudsak blandskog. Runt Volka är det ganska glesbefolkat, med 23 invånare per kvadratkilometer.